# Choi Byung-chul
Choi Byung-Chul (Seul, 24 de outubro de 1981) é um esgrimista profissional coreano, medalhista olímpico.
Choi Byung-Chul representou seu país nos Jogos Olímpicos de Verão de 2004, 2008 e 2012. Conquistou a medalha de bronze no florete individual em 2012.